# 다카라즈카 가극단 20기생
다카라즈카 가극단 20기생은 1930년에 다카라즈카 가극단에 입단하여, 1931년 츠키구미 공연 『미스 상하이』로 초무대를 밟은 70명을 가리킨다. 당시에는 다카라즈카 소녀가극단이었다.
2013년 7월 17일에 다카라즈카 대극장에서 봉행된 다카라즈카 음악학교 설립 100주년 기념식전 및 2014년 4월 5일에 다카라즈카 대극장에서 봉행된 다카라즈카 가극단 설립 100주년 기념식전에 타케다 츠루코, 유우바리 유사코가 다카라즈카 가극단 졸업생 중 최상급생으로써 출석했다.

## 일람
입단 당시 성적순으로 정리되어있다.
| 예명            | 생일      | 출신지                       | 출신 학교                 | 예명의 유래                           | 애칭               | 역할 | 퇴단년도 | 비고 |
| --------------- | --------- | ---------------------------- | ------------------------- | ------------------------------------- | ------------------ | ---- | -------- | --- |
| 青空保志子      | 4월 13일  |                              |                           |                                       | 세이짱             |      | 1935년   | |
| 아오조라 호시코 | 4월 13일  |                              |                           |                                       | 세이짱             |      | 1935년   | |
| 安部仲子        | 7월 7일   | 효고현                       |                           |                                       |                    |      | 1938년   | |
| 아베 나카코     | 7월 7일   | 효고현                       |                           |                                       |                    |      | 1938년   | |
| 浅路絢子        | 1월 23일  | 효고현 고베시                |                           |                                       | 幸さん             | 남역 | 1939년   | 사촌언니 사호 미요코 (17) |
| 아사지 마리코   | 1월 23일  | 효고현 고베시                |                           |                                       | 幸さん             | 남역 | 1939년   | 사촌언니 사호 미요코 (17) |
| 麻生由子        | 4월 4일   |                              |                           |                                       |                    |      | 1937년   | |
| 아소우 요시코   | 4월 4일   |                              |                           |                                       |                    |      | 1937년   | |
| 千代さかゑ      | 2월 28일  |                              |                           |                                       | 폿포               |      | 1936년   | 치요 사카에 (千代さかえ)로 개명 |
| 치요 사카에     | 2월 28일  |                              |                           |                                       | 폿포               |      | 1936년   | 치요 사카에 (千代さかえ)로 개명 |
| 文月眞珠        | 7월 1일   | 오카야마현                   |                           |                                       |                    |      | 1937년   | |
| 후즈키 마다마   | 7월 1일   | 오카야마현                   |                           |                                       |                    |      | 1937년   | |
| 緋房銀子        |           |                              |                           |                                       |                    |      | 1932년   | |
| 히부사 긴코     |           |                              |                           |                                       |                    |      | 1932년   | |
| 花守萠子        | 3월 10일  | 오사카부 오사카시 츄오구     |                           |                                       |                    |      | 1938년   | |
| 하나모리 모에코 | 3월 10일  | 오사카부 오사카시 츄오구     |                           |                                       |                    |      | 1938년   | |
| 花園香織        | 5월 31일  |                              |                           |                                       |                    |      | 1935년   | |
| 하나조노 카오리 | 5월 31일  |                              |                           |                                       |                    |      | 1935년   | |
| 春風千代子      | 2월 6일   |                              |                           |                                       |                    |      | 1936년   | |
| 하루카제 치요코 | 2월 6일   |                              |                           |                                       |                    |      | 1936년   | |
| 日夏安世        | 3월 1일   |                              |                           |                                       |                    |      | 1935년   | 히나츠 야스코 (日夏安子)로 개명 |
| 히나츠 야스요   | 3월 1일   |                              |                           |                                       |                    |      | 1935년   | 히나츠 야스코 (日夏安子)로 개명 |
| 花鳥駒子        | 9월 18일  | 오사카부 오사카시            |                           |                                       |                    |      | 1940년   | |
| 하나도리 코마코 | 9월 18일  | 오사카부 오사카시            |                           |                                       |                    |      | 1940년   | |
| 花谷景子        | 1월 16일  |                              |                           |                                       |                    |      | 1939년   | 조카 와카기 소노코 (38) |
| 하나타니 케이코 | 1월 16일  |                              |                           |                                       |                    |      | 1939년   | 조카 와카기 소노코 (38) |
| 古八重子        | 2월 26일  |                              |                           |                                       | 토쿠칭             |      | 1935년   | |
| 이니시에 야에코 | 2월 26일  |                              |                           |                                       | 토쿠칭             |      | 1935년   | |
| 磯川千春        | 1월 1일   | 오사카부 오사카시            |                           |                                       |                    |      | 1944년   | |
| 이소카와 치하루 | 1월 1일   | 오사카부 오사카시            |                           |                                       |                    |      | 1944년   | |
| 井筒梅子        | 4월 21일  | 오사카부                     |                           |                                       |                    |      | 1939년   | |
| 이즈츠 우메코   | 4월 21일  | 오사카부                     |                           |                                       |                    |      | 1939년   | |
| 巌根牧子        | 1월 13일  |                              |                           |                                       |                    |      | 1935년   | 모치즈키 마키코 (望月牧子)로 개명 |
| 이와네 마키코   | 1월 13일  |                              |                           |                                       |                    |      | 1935년   | 모치즈키 마키코 (望月牧子)로 개명 |
| 梢音羽          | 4월 16일  | 후쿠오카현 키타큐슈시 모지구 |                           |                                       | 미즈짱, 사다짱     | 남역 | 1949년   | |
| 코즈에 오토와   | 4월 16일  | 후쿠오카현 키타큐슈시 모지구 |                           |                                       | 미즈짱, 사다짱     | 남역 | 1949년   | |
| 九邇京子        | 11월 13일 | 오사카부 오사카시 니시구     | 이치오카고등여학교        | 오오토모노 야카모치가 지은 久仁京讃歌 | 사아짱             | 여역 | 1940년   | 쿠미 쿄코 (久美京子)로 개명 |
| 쿠니 쿄코       | 11월 13일 | 오사카부 오사카시 니시구     | 이치오카고등여학교        | 오오토모노 야카모치가 지은 久仁京讃歌 | 사아짱             | 여역 | 1940년   | 쿠미 쿄코 (久美京子)로 개명 |
| 梶美奈子        |           |                              |                           |                                       |                    |      | 1932년   | |
| 카지 미나코     |           |                              |                           |                                       |                    |      | 1932년   | |
| 神垣那木子      | 5월 7일   | 도쿄도 미나토구              |                           |                                       | 유타짱             | 남역 | 1945년   | |
| 카미가키 나키코 | 5월 7일   | 도쿄도 미나토구              |                           |                                       | 유타짱             | 남역 | 1945년   | |
| 小笹つみ子      | 1월 13일  |                              |                           |                                       |                    |      | 1936년   | 1936년 11월 21일, 재단 중 사망 |
| 코자사 츠미코   | 1월 13일  |                              |                           |                                       |                    |      | 1936년   | 1936년 11월 21일, 재단 중 사망 |
| 鴨川君子        | 3월 11일  |                              |                           |                                       |                    |      | 1938년   | |
| 카모가와 키미코 | 3월 11일  |                              |                           |                                       |                    |      | 1938년   | |
| 霧立のぼる      | 1월 3일   | 도쿄도                       | 아오야마가쿠인 고등여학부 | 오구라 백인일수                       | 시마짱             | 여역 | 1934년   | 배우 딸 키리타치 미츠루 (46) 남편 사에키 히데오                                                                                                |
| 키리타치 노보루 | 1월 3일   | 도쿄도                       | 아오야마가쿠인 고등여학부 | 오구라 백인일수                       | 시마짱             | 여역 | 1934년   | 배우 딸 키리타치 미츠루 (46) 남편 사에키 히데오                                                                                                |
| 紀晶子          | 3월 20일  |                              |                           |                                       | 토라쿠마상, 토라짱 | 여역 | 1938년   | |
| 키노 아키코     | 3월 20일  |                              |                           |                                       | 토라쿠마상, 토라짱 | 여역 | 1938년   | |
| 九條鞠子        | 12월 15일 |                              |                           |                                       |                    |      | 1934년   | |
| 쿠죠 마리코     | 12월 15일 |                              |                           |                                       |                    |      | 1934년   | |
| 苅穂なよ子      | 7월 18일  |                              |                           |                                       |                    |      | 1934년   | |
| 카리호 나요코   | 7월 18일  |                              |                           |                                       |                    |      | 1934년   | |
| 久米道代        | 8월 23일  |                              |                           |                                       |                    |      | 1937년   | |
| 쿠메 미치요     | 8월 23일  |                              |                           |                                       |                    |      | 1937년   | |
| 小舟津奈子      | 12월 12일 |                              |                           |                                       | 하마짱             | 남역 | 1939년   | |
| 오부네 츠나코   | 12월 12일 |                              |                           |                                       | 하마짱             | 남역 | 1939년   | |
| 小諸ゆう子      | 8월 6일   |                              |                           |                                       |                    |      | 1934년   | |
| 코모로 유우코   | 8월 6일   |                              |                           |                                       |                    |      | 1934년   | |
| 片山つばさ      | 9월 2일   |                              |                           |                                       |                    | 여역 | 1937년   | |
| 카타야마 츠바사 | 9월 2일   |                              |                           |                                       |                    | 여역 | 1937년   | |
| 村雲時子        | 2월 12일  |                              |                           |                                       |                    |      | 1935년   | |
| 무라구모 토키코 | 2월 12일  |                              |                           |                                       |                    |      | 1935년   | |
| 岬かね子        | 12월 14일 |                              |                           |                                       |                    |      | 1935년   | |
| 미사키 카네코   | 12월 14일 |                              |                           |                                       |                    |      | 1935년   | |
| 湊澄子          | 9월 21일  | 카나가와현 요코하마시        |                           |                                       |                    |      | 1938년   | 코바야카와 스미에 (小早川澄江)로 개명 |
| 미나토 스미코   | 9월 21일  | 카나가와현 요코하마시        |                           |                                       |                    |      | 1938년   | 코바야카와 스미에 (小早川澄江)로 개명 |
| 御手洗翠        | 9월 24일  |                              |                           |                                       |                    |      | 1937년   | |
| 미타라이 미도리 | 9월 24일  |                              |                           |                                       |                    |      | 1937년   | |
| 峯野みゆき      | 2월 13일  | 에히메현                     |                           |                                       |                    |      | 1941년   | 미네노 미유키 (峰野みゆき)로 개명 |
| 미네노 미유키   | 2월 13일  | 에히메현                     |                           |                                       |                    |      | 1941년   | 미네노 미유키 (峰野みゆき)로 개명 |
| 眞垣喜久子      | 3월 8일   |                              |                           |                                       |                    |      | 1937년   | |
| 마가키 시쿠코   | 3월 8일   |                              |                           |                                       |                    |      | 1937년   | |
| 牧場茂子        | 11월 6일  |                              |                           |                                       |                    | 여역 | 1938년   | |
| 마키바 시게코   | 11월 6일  |                              |                           |                                       |                    | 여역 | 1938년   | |
| 三吉野花子      |           |                              |                           |                                       |                    |      | 1932년   | |
| 미요시노 하나코 |           |                              |                           |                                       |                    |      | 1932년   | |
| 松虫こいと      | 1월 23일  |                              |                           |                                       |                    |      | 1936년   | |
| 마츠무시 코이토 | 1월 23일  |                              |                           |                                       |                    |      | 1936년   | |
| 並木ゆりゑ      | 7월 27일  | 후쿠오카현                   |                           |                                       |                    |      | 1939년   | 나미키 유리에 (並木ゆりえ)로 개명 |
| 나미키 유리에   | 7월 27일  | 후쿠오카현                   |                           |                                       |                    |      | 1939년   | 나미키 유리에 (並木ゆりえ)로 개명 |
| 夏草明子        | 1월 10일  | 오사카부 이케다시            |                           |                                       |                    |      | 1939년   | 숙모 초대 타키가와 스에코 (2) |
| 나츠쿠사 아키코 | 1월 10일  | 오사카부 이케다시            |                           |                                       |                    |      | 1939년   | 숙모 초대 타키가와 스에코 (2) |
| 小山田賤子      |           |                              |                           |                                       |                    |      | 1932년   | |
| 오야마다 시즈코 |           |                              |                           |                                       |                    |      | 1932년   | |
| 尾上さくら      | 4월 28일  |                              | 도쿄부립제8고등여학교     |                                       |                    | 여역 | 1942년   | 오빠 프로야구선수 요코자와 사부로 시누이 하루노 하나코 시누이 아리아케 츠키코 (7・8) 시누이 아지로기 와타루 (31)                               |
| 오노에 사쿠라   | 4월 28일  |                              | 도쿄부립제8고등여학교     |                                       |                    | 여역 | 1942년   | 오빠 프로야구선수 요코자와 사부로 시누이 하루노 하나코 시누이 아리아케 츠키코 (7・8) 시누이 아지로기 와타루 (31)                               |
| 大原里子        | 4월 5일   | 오사카부 오사카시            |                           |                                       |                    |      | 1938년   | |
| 오오하라 사토코 | 4월 5일   | 오사카부 오사카시            |                           |                                       |                    |      | 1938년   | |
| 鈴奈一重        | 1월 5일   |                              |                           |                                       |                    |      | 1933년   | |
| 스즈나 카즈에   | 1월 5일   |                              |                           |                                       |                    |      | 1933년   | |
| 汐路みえ子      |           |                              |                           |                                       |                    |      | 1932년   | |
| 시오지 미에코   |           |                              |                           |                                       |                    |      | 1932년   | |
| 白縫筑紫        |           |                              |                           |                                       |                    |      | 1932년   | |
| 시라누이 츠쿠시 |           |                              |                           |                                       |                    |      | 1932년   | |
| 小百合玉恵      | 1월 30일  |                              |                           |                                       |                    |      | 1935년   | |
| 사유리 타마에   | 1월 30일  |                              |                           |                                       |                    |      | 1935년   | |
| 鈴鹿ゆみ子      | 6월 29일  |                              |                           |                                       | 쵸네짱             |      | 1935년   | 언니 타테마츠 에이코 (19) 남편 5대 카와라사키 쿠니타로 딸 배우 마츠야마 리에 아들 배우 마츠야마 에이타로, 마츠야마 세이지 손녀 마츠야마 아이카 |
| 스즈카 유미코   | 6월 29일  |                              |                           |                                       | 쵸네짱             |      | 1935년   | 언니 타테마츠 에이코 (19) 남편 5대 카와라사키 쿠니타로 딸 배우 마츠야마 리에 아들 배우 마츠야마 에이타로, 마츠야마 세이지 손녀 마츠야마 아이카 |
| 白梅かつら      | 4월 30일  |                              |                           |                                       |                    |      | 1934년   | |
| 시라우메 카츠라 | 4월 30일  |                              |                           |                                       |                    |      | 1934년   | |
| 柵もみぢ        | 7월 21일  | 교토부                       |                           |                                       |                    |      | 1940년   | |
| 시가라미 모미지 | 7월 21일  | 교토부                       |                           |                                       |                    |      | 1940년   | |
| 谷いぶき        | 8월 30일  | 오사카부                     |                           |                                       |                    |      | 1938년   | |
| 타니 이부키     |           |                              |                           |                                       |                    |      |          | |
| 環雅乃          | 1월 2일   |                              |                           |                                       |                    |      | 1935년   | 1935년 10월 8일, 재단 중 사망 |
| 타마키 마사노   | 1월 2일   |                              |                           |                                       |                    |      | 1935년   | 1935년 10월 8일, 재단 중 사망 |
| 竹田鶴子        | 3월 22일  | 오사카부                     | 카와니시진죠고등소학교    |                                       | 야마               | 여역 | 1939년   | |
| 타케다 츠루코   | 3월 22일  | 오사카부                     | 카와니시진죠고등소학교    |                                       | 야마               | 여역 | 1939년   | |
| 玉水たえ子      |           |                              |                           |                                       |                    |      | 1932년   | |
| 타마미즈 타에코 |           |                              |                           |                                       |                    |      | 1932년   | |
| 高羽松代        | 11월 6일  |                              |                           |                                       | 쵼베               |      | 1938년   | |
| 타카바네 마츠요 | 11월 6일  |                              |                           |                                       | 쵼베               |      | 1938년   | |
| 貫玉代          | 10월 1일  | 효고현 고베시                |                           |                                       |                    | 여역 | 1940년   | |
| 츠라누키 타마요 | 10월 1일  | 효고현 고베시                |                           |                                       |                    | 여역 | 1940년   | |
| 竹園かぐや      | 3월 5일   |                              |                           |                                       |                    |      | 1935년   | |
| 타케조노 카구야 | 3월 5일   |                              |                           |                                       |                    |      | 1935년   | |
| 高按みさ子      | 4월 20일  |                              |                           |                                       |                    |      | 1933년   | |
| 타카쿠라 미사코 | 4월 20일  |                              |                           |                                       |                    |      | 1933년   | |
| 友若月惠        | 9월 7일   |                              |                           |                                       |                    | 남역 | 1937년   | |
| 토모와카 츠키에 | 9월 7일   |                              |                           |                                       |                    | 남역 | 1937년   | |
| 玉倉雛子        | 3월 10일  | 효고현 고베시                |                           |                                       | 이모짱             | 여역 | 1939년   | |
| 타마쿠라 히나코 | 3월 10일  | 효고현 고베시                |                           |                                       | 이모짱             | 여역 | 1939년   | |
| 鞆登久子        |           |                              |                           |                                       |                    |      | 1932년   | |
| 토모 토쿠코     |           |                              |                           |                                       |                    |      | 1932년   | |
| 月輪みき子      | 9월 25일  |                              |                           |                                       |                    |      | 1936년   | 츠키와 사다코 (月輪さだ子)로 개명 |
| 츠키와 미키코   | 9월 25일  |                              |                           |                                       |                    |      | 1936년   | 츠키와 사다코 (月輪さだ子)로 개명 |
| 瀧見まゆ子      |           |                              |                           |                                       |                    |      | 1932년   | |
| 타츠미 마유코   |           |                              |                           |                                       |                    |      | 1932년   | |
| 宇知川朝子      | 3월 1일   | 오사카부                     | 코오란여학교              | 어머니가 성명판단에 의하여 명명       | 치에코상, 미야지   | 남역 | 1938년   | |
| 우지가와 아사코 | 3월 1일   | 오사카부                     | 코오란여학교              | 어머니가 성명판단에 의하여 명명       | 치에코상, 미야지   | 남역 | 1938년   | |
| 右近橘子        | 10월 13일 | 오사카부 오사카              |                           |                                       |                    |      | 1938년   | |
| 우콘 킷코       | 10월 13일 | 오사카부 오사카              |                           |                                       |                    |      | 1938년   | |
| 若水千歳        |           |                              |                           |                                       |                    |      | 1932년   | 와카키 치토세 (若木千歳)로 개명 |
| 와카미즈 치토세 |           |                              |                           |                                       |                    |      | 1932년   | 와카키 치토세 (若木千歳)로 개명 |
| 夕張ゆさ子      | 10월 11일 | 효고현                       |                           |                                       | 카모짱             |      | 1936년   | 여동생 유바리 츠키코 (36) 남동생 다카라즈카 가극단 연출가 카모가와 세이사쿠 조카 카나 준코 (46)                                                |
| 유바리 유사코   | 10월 11일 | 효고현                       |                           |                                       | 카모짱             |      | 1936년   | 여동생 유바리 츠키코 (36) 남동생 다카라즈카 가극단 연출가 카모가와 세이사쿠 조카 카나 준코 (46)                                                |
| 柳やよい        | 4월 8일   |                              |                           |                                       |                    | 여역 | 1938년   | 야나기 야요이 (柳やよひ)로 개명 |
| 야나기 야요이   | 4월 8일   |                              |                           |                                       |                    | 여역 | 1938년   | 야나기 야요이 (柳やよひ)로 개명 |